# Лансере, Софья Евгеньевна
Софья Евгеньевна Лансере (род. 29 сентября 2000, Москва, Россия) — российская теннисистка, мастер спорта России международного класса (2018). Двукратная чемпионка России: в женском парном (2022) и парном смешанном разрядах (2022); победительница семнадцати турниров ITF (3 — в одиночном разряде).
Полуфиналистка двух юниорских турниров Большого шлема: в одиночном разряде (Уимблдон-2017) и в парном разряде (Открытый чемпионат США-2017); бывшая 14-я ракетка мира в юниорском рейтинге ITF (2017).

## Биография
Софья Евгеньевна Лансере родилась 29 сентября 2000 года в Москве, в России.

## Спортивная карьера

### Юниорские турниры
В июле 2017 года дошла до полуфинала одиночного разряда юниорского Уимблдонского турнира, где проиграла победительнице этого турнира американке Клер Лю.
В начале сентября 2017 года дошла до полуфинала парного разряда юниорского Открытого чемпионата США вместе с Камиллой Рахимовой, где они проиграли победительницам этого турнира Ольге Данилович и Марте Костюк.

### Взрослые турниры
В 2019—2023 годах стала победительницей трёх турниров ITF в одиночном разряде.
И в 2019—2023 годах стала победительницей ещё одиннадцати турниров ITF в парном разряде.
В конце июля 2018 года дебютировала в WTA-туре на Moscow River Cup в парном разряде вместе с Еленой Рыбакиной, где они в первом раунде турнира проиграли Ксении Кнолль и Юханни Ларссон.
В октябре 2019 года участвовала на Кубке Кремля, сыграв в паре с Алиной Чараевой в первом круге соревнований.

#### 2021—2022
В марте 2021 года в Альметьевске завоевала Кубок России в парном разряде вместе с Ольгой Дорошиной, где они в финальном матче обыграли Анастасию Гасанову и Софию Шатову со счётом 7-5, 6-4.
В начале октября 2022 года в Казани стала двукратной чемпионкой России: в женском парном разряде вместе с Марией Тимофеевой в финальном матче обыграла Анастасию Золотарёву и Марию Крупенину со счётом 7-6, 4-6, 10:6; и в парном смешанном разряде вместе с Владимиром Королёвым, где в финальном матче они обыграли Игоря Тимошенко и Анастасию Феклистову.

#### 2024
В январе 2024 года в первом раунде квалификации турнира серии Большого шлема Открытый чемпионат Австралии проиграла венгерке Далме Галфи со счётом 6-3, 4-6, 2-6.
В июле 2024 года на турнире WTA 250 Iași Open в Яссах (Румыния) дошла до четвертьфинала в парном разряде вместе с Миррой Андреевой, где они проиграли победительницам турнира Ирине Хромачёвой и Анне Данилиной.

## Итоговое место в рейтинге WTA по годам
| Год  | Одиночный рейтинг | Парный рейтинг |
| 2023 | 203               | 132            |
| 2022 | 485               | 201            |
| 2021 | 328               | 290            |
| 2020 | 254               | 230            |
| 2019 | 354               | 256            |
| 2018 | 468               | 577            |
| 2017 | 747               | —              |